# HMS A13
Pour les articles homonymes, voir A13.
Le HMS A13 était un sous-marin britannique de classe A, construit pour la Royal Navy au cours de la première décennie du XXe siècle. Il fut le premier sous-marin britannique à ne pas utiliser de moteur à essence. Après avoir survécu à la Première Guerre mondiale, il fut vendu à la ferraille en 1920.

## Conception

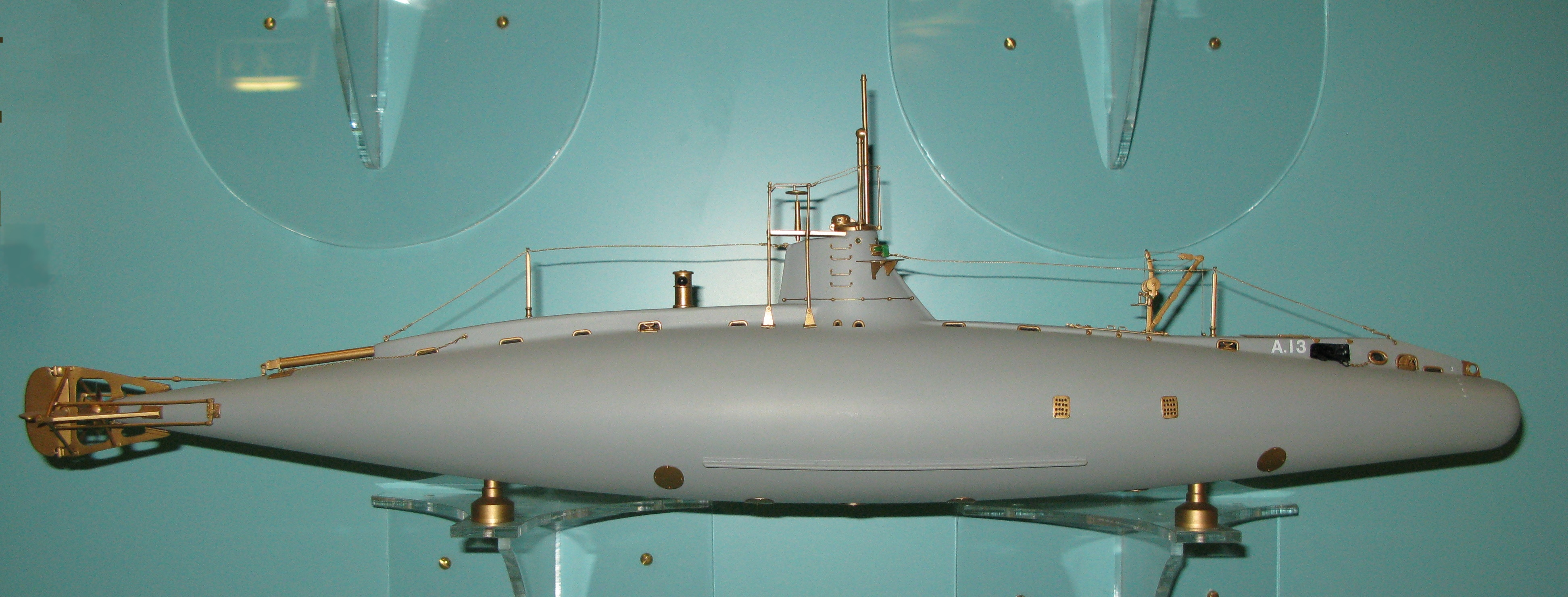
une maquette du HMS A 13

Le A13 faisait partie de la première classe de sous-marins de conception britanniques, bien que légèrement plus gros, plus rapide et plus lourdement armé que le navire de tête, le HMS A1. Ces sous-marins avaient une longueur totale de 32 mètres, un maître-bau de 3,9 m et un tirant d'eau moyen de 3,3 m. Ils avaient un déplacement de 190 tonnes en surface et 209 tonnes en immersion. Les sous-marins de classe A avaient un équipage de 2 officiers et 11 matelots.
Pour la navigation en surface, le HMS A13 était propulsé par un unique moteur Diesel Hornsby-Akroyd vertical à 6 cylindres de 500 chevaux-vapeur (373 kW) qui entraînait un unique arbre d'hélice. Lorsqu’il était en immersion, l’hélice était entraînée par un moteur électrique de 150 chevaux (112 kW). Il pouvait atteindre 11 nœuds (20 km/h) en surface et 6 nœuds (11 km/h) sous l’eau. Le moteur Diesel était plus lourd de 3 tonnes que les moteurs à essence utilisés par les autres navires de la classe A, et une quantité égale de carburant a dû être retirée, ce qui a réduit son autonomie malgré la consommation plus économique du moteur Diesel.
À la surface, le navire avait une autonomie d’environ 400 milles marins (740 km) à 10 nœuds (19 km/h). En immersion, il avait une autonomie d’environ 30 milles marins (56 km) à 5 nœuds (9,3 km/h).
Ces navires étaient armés de deux tubes lance-torpilles de 18 pouces (450 mm) à l’avant. Ils pouvaient transporter une paire de torpilles de rechange, mais en général, ils ne le faisaient pas, de sorte qu’ils devaient compenser leur poids par un poids équivalent de carburant.

## Engagements
Le HMS A13 a été commandé à Vickers dans le cadre du Programme naval 1903-1904. Il fut construit au chantier naval de Barrow-in-Furness. Sa quille fut posée en 1903, il fut lancé le 8 février 1905 et achevé le 8 mai 1905. Le bateau a été démoli en 1920.